# Rainer Wiedemann (Fußballspieler)
Rainer Wiedemann (* 1. April 1966; † 25. Februar 2024) war ein deutscher Fußballspieler, der für die BSG Stahl Brandenburg in der DDR-Oberliga spielte.

## Sportliche Laufbahn
Mit dem Gewinn der Meisterschaft in der Bezirksliga Magdeburg mit der BSG Lokomotive Stendal in der Saison 1986/87 und dem damit verbundenen Aufstieg in die zweitklassige DDR-Liga begann Wiedemanns Karriere im höherklassigen Fußball. In seiner ersten DDR-Liga-Saison 1987/88 wurde er mit 31 Punktspieleinsätzen bei 34 ausgetragenen Runden zum Stammspieler der Stendaler und mit 13 Punktspieltreffern bester Torschütze seiner Mannschaft. Diese Bilanz veranlasste die BSG Stahl Brandenburg, die in der DDR-Oberliga, der höchsten Spielklasse im DDR-Fußball spielte, mit Wiedemann ihren Kader zu verstärken.
Obwohl gelernter Stürmer, konnte sich Wiedemann gegen das eingespielte Brandenburger Sturmduo Jan Voß und Frank Jeske nicht durchsetzen. Bis zum Ende der ersten Saisonhälfte kam Wiedemann zwar in zwölf der dreizehn Punktspiele zum Einsatz, erzielte aber kein Tor und stand nur viermal in der Startelf. Lediglich in einem der zwei Pokalspiele, in denen er mitwirkte, gelang ihm ein Treffer. Da Trainer Peter Kohl für Wiedemanns Karriere in Brandenburg keine Zukunft sah, ging Wiedemann im Januar 1989 wieder zum DDR-Ligisten Lok Stendal zurück.
Dort bestritt er alle 17 Punktspiele der Rückrunde und erzielte dabei drei Tore. Er konnte aber nicht verhindern, dass die Stendaler am Saisonende als Staffelletzter wieder in die Bezirksliga absteigen mussten. Mit der in der Saison 1989/90 in Folge der politischen Wende von 1989 zum FSV Lok Altmark umstrukturierten Mannschaft schaffte Wiedemann umgehend die Rückkehr in die ehemalige DDR-Liga, die nach Übernahme in den DFB-Spielbetrieb als NOFV-Liga firmierte. Er blieb bis zum Ende der Saison 1999/2000 in Stendal aktiv. Nach der Neustrukturierung des DFB-Ligensystems spielte Lok Stendal ab 1991/92 in der drittklassigen Oberliga Nordost und ab 1994/95 in der drittklassigen Regionalliga Nordost. Zu den Höhepunkten seiner späten Karriere gehören das Viertelfinal-DFB-Pokalspiel gegen Bayer 04 Leverkusen, als die Stendaler erst nach dem Elfmeterschießen ausschieden, sowie der zweimalige Titel des Staffel-Torschützenkönigs 1998 mit 25 und 1999 mit 19 Treffern. Nach der Saison 1999/2000 verabschiedete sich Wiedemann vom Leistungssport, war aber noch als Freizeitkicker beim TuS Schwarz-Weiß Bismark in der Landes- bzw. Verbandsliga aktiv.